# آر سي تي آي
آر سي تي آي (بالإندونيسية: Rajawali Citra Televisi Indonesia, RCTI)‏ هي شبكة تلفزيونية إندونيسية مجانية مقرها في جاكرتا الغربية. تتكون برامجها من نشرات الأخبار والأحداث الرياضية وأوبرا الصابون.